# Prehistoria del Levante

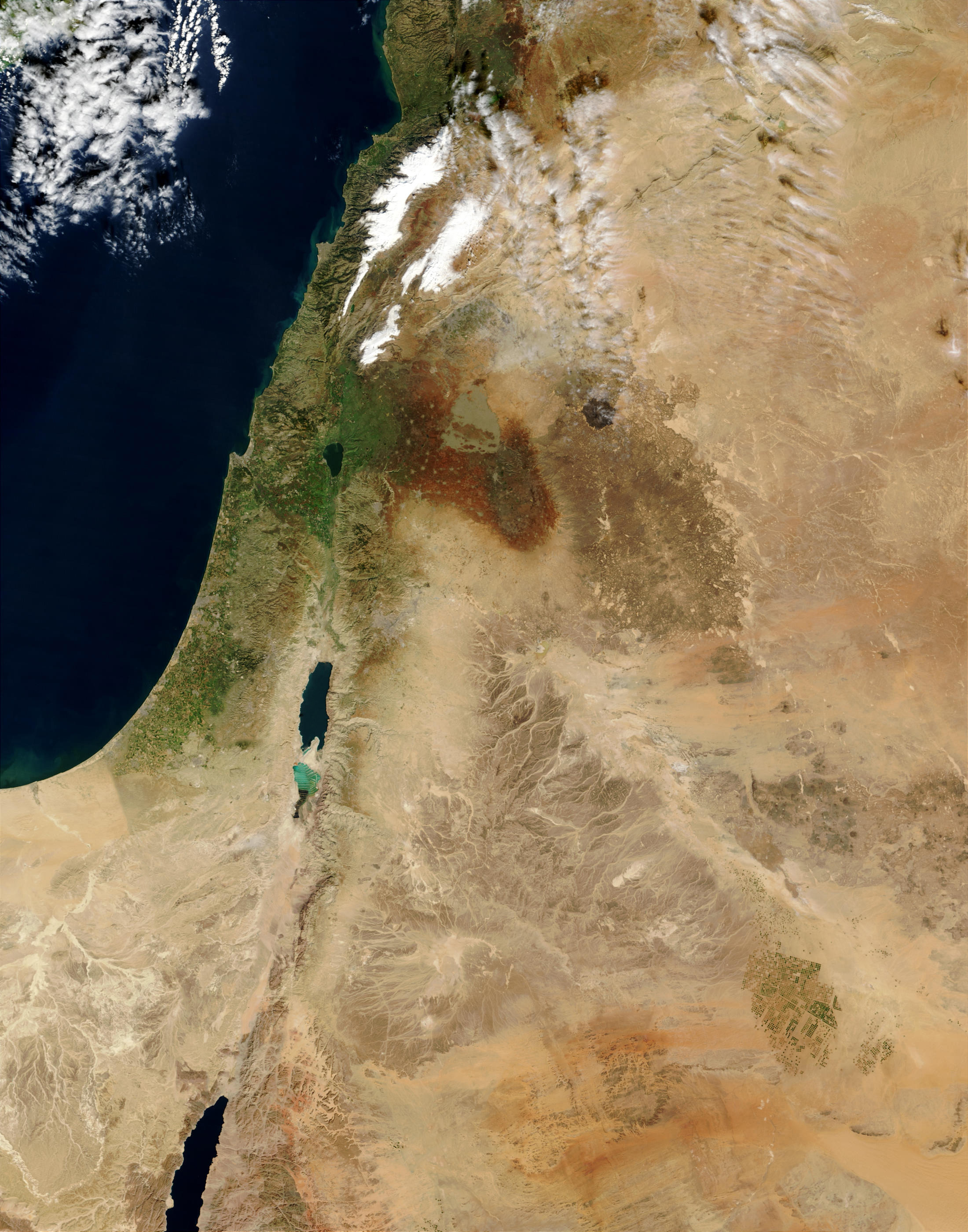
Mapa satelital fotográfico del Levante mediterráneo.

La prehistoria del Levante mediterráneo  incluye los diversos cambios culturales que se produjeron, según lo revelado por la evidencia arqueológica, con anterioridad a las tradiciones registradas en la zona del Levante. La evidencia arqueológica sugiere que el Homo sapiens y otras especies de homínidos se originaron en África (véase: Dispersión de los homínidos) y que una de las rutas tomadas para colonizar Eurasia fue a través del desierto del Sinaí y el Levante, lo que significa que esta zona es de las más importantes y más ocupadas en la historia del mundo. No solo tienen muchas culturas y tradiciones de los diferentes seres humanos que vivieron aquí, sino también muchas especies del género Homo. Además, esta región fue uno de los centros para el desarrollo de la agricultura.

## Culturas
Los primeros rastros de la ocupación humana en el Levante Sur están documentados en Ubeidiya Israel en el valle del Jordán, que data del paleolítico inferior ca. hace 1,4 millones de años. Los conjuntos líticos se refieren a la temprana cultura Achelense. Los sitios Achelenses tardíos incluyen Gesher Benot Ya'akov, la cueva Tabun y otros datados en tiempos que abarcan de ca. 1.400.000 hasta hace 250.000 años. Esta capa contiene las primeras señales en el mundo de perros domesticados y del uso controlado del fuego. los restos humanos en el Levante sur durante el paleolítico inferior son escasos; se encontraron dientes aislados de 'Ubeidiya, fragmentos de huesos largos de Gesher Benot Ya'akov, y un cráneo fragmentario en Zuttiyeh ("El hombre de Galilea).
El paleolítico medio (ca. 250.000–48.000) está representado en el Levante por la cultura Musteriense, conocida a partir de numerosos sitios a través de la región(ambas cuevas y sitios al aire libre). La subdivisión cronológica del Musteriense se basa en la secuencia estratigráfica de la Cueva Tabún. Los restos humanos del Paleolítico Medio incluyen tanto los neandertales (en la cueva de Kebara, la cueva de Amud y Tabun), y los humanos anatómicamente modernos de la cueva Jebel Qafzeh y Skhul.
El paleolítico superior está datado en el Levante a ca. 48.000–20.000.
El Epipaleolítico (ca. 20.000–9.500 cal. a. C.) Está caracterizado por variabilidad cultural significativa y amplia difusión de las tecnologías microlíticas. A partir de la aparición de la cultura kebariense (18.000 aC a 12.500 antes de nuestra era) un conjunto de herramientas microlíticas se asociaron con la aparición del arco y la flecha en la zona. Los kebarienses muestran afinidades con la fase Helwan temprana en el Fayúm de Egipto, y puede estar asociada con un movimiento de personas en todo el Sinaí, asociada al calentamiento climático después de la Tardiglacial Máxima de 20.000 a. C. Culturas afiliadas a los kebarienses se extienden tan lejos como hasta el sur de Turquía. La última parte del período (ca. 12.500-9.500 cal. aC) es la época del florecimiento de la cultura natufiense y el desarrollo del sedentarismo entre el cazador-recolectores.

### Natufiense
Esta cultura existía desde alrededor de 13.000 a 9.800 aC en el Levante. Una gran cantidad de excavaciones arqueológicas de esta cultura crea una comprensión relativamente bien definida de estas personas. Uno de los aspectos más importantes de esta cultura fue el gran tamaño de la comunidad y los estilos de vida sedentarios. A pesar de que el tardíamente los natufienses experimentaron una leve reversión en esta tendencia como su medida comunitaria encogida (posiblemente a consecuencia del período climático frío del Dryas reciente) y se volvían más nómadas. Se cree que esta cultura continuó a través del tiempo y fue la base para la revolución neolítica.

### Periodo neolítico
El neolítico es tradicionalmente dividido en precerámico (A y B) y fases cerámicas. El preceramico se desarrolló más temprano que las culturas Natufienses del área. Esto es el tiempo de la transición de la agricultura y desarrollo de economías agrícolas en el cercano oriente, y de los primeros megalitos conocidos de la región con un cuarto de entierro y siguiendo del sol u otras estrellas (y de los megalitos más antiguos conocidos de la tierra, como Gobekli Tepe, el cual esta en el  norte del Levante y es de una cultura desconocida) .
Además, en el Levante durante el neolítico y calcolítico participó en gran escala, el comercio de largo alcance. Obsidianas fueron encontradas en los niveles de calcolítico en Gilat, Israel. Estas tuvieron sus orígenes de tres fuentes en el sur de Anatolia: Hotamis Dağ, Göllü Dağ, y más al este de Nemrut Dağ a 500 kilómetros al este de las otras dos fuentes. Esto es indicativo de un gran círculo de comercio llegando hasta el norte de la creciente fértil Nemrut Dağ y tan al norte como Hotamis Dağ.
El periodo ghassuliano sentó la base de la economía mediterránea qué ha caracterizado el área desde entonces. La economía era un sistema agrícola mixto que consistió en el cultivo extensivo de cereales (trigo y cebada), horticultura intensiva de los cultivos vegetales, la producción comercial de vides y olivos, y una combinación de la trashumancia y el pastoreo nómada. Esta cultura, según Juris Zarins, se desarrolló a partir de la fase más temprana de Munhata denominándola como un "complejo círculo pastoral Árabe nómada", probablemente asociado con la primera aparición de los semitas en esta área.
Geográficamente, el área se divide entre una llanura costera, una región montañosa hacia el este y el Valle del Jordán que une al Mar de Galilea con el Mar Muerto. Las precipitaciones disminuyen mientras avanzamos del norte al sur, con el resultado de que la región del norte de Israel , en general, se desarrolló de forma más económica que el sur de Judea.
La ubicación del área en el centro de tres rutas comerciales que enlazan tres continentes lo hicieron el sitio de reunión para las influencias religiosas y culturales de Egipto, Siria, Mesopotamia, y Asia menor:
1. Una Ruta Costera (el "Vía Maris"): conecta Gaza y la costa del norte de Palestina a Jaffa y Megiddo, viajando al norte a través de Byblos a Fenicia y Anatolia.
2. Una Ruta de Cerro: viajando a través del Negev, Kadesh Barnea, a Hebrón y Jerusalén, y de ahí, hacia el norte por Samaria, Shechem, Shiloh, Beth Shean y Hazor, y de ahí hacia Kadesh y Damasco.
3. El camino de los reyes: De Eilat, este de la Jordania, a través de Amán a Damasco, y conectado al "camino del francoincienso" de carretera de Yemen y Arabia Del sur.

## Edad de bronce temprana y Media
El desarrollo urbano de Canaán se retrasó considerablemente al de Egipto y Mesopotamia e incluso la de Siria, donde a partir de 3500 antes de nuestra era una ciudad importante se había desarrollado en Hamoukar. Esta ciudad, que fue conquistada, probablemente por gente que viene de la sureña ciudad iraquí de Uruk, vio las primeras conexiones entre Siria e Irak del sur que algunos han sugerido que es una base histórica para las tradiciones patriarcales. El desarrollo urbano otra vez empezó en el desarrollo de la edad de bronce temprana en sitios como Ebla, el cual por 2300 a. C. estuvo incorporado al imperio de Sargon, y también a Naram-Sin de Akkad (El bíblico Accad). Los archivos de Ebla muestran referencia a una serie de sitios bíblicos, incluyendo Hazor, Jerusalén, y algunos han afirmado que también a Sodoma y Gomorra, que se menciona en los registros patriarcales. El derrumbamiento del imperio Akadio, vio la llegada de los pueblos que utilizan la cerámica Khirbet Kerak, que vinieron originalmente de las montañas de Zagros, al este del Tigris. Está sospechado , por algunos, que este acontecimiento marca la llegada en Siria y Palestina de los Hurritas, gente que posiblemente será conocida en la tradición bíblica como horeos.
La edad de bronce media inicio con la llegada de "Amorreos" de Siria en el sur de Irak, un acontecimiento qué se asocia con la llegada de la familia de Abraham desde Ur. Este período vio el pináculo del desarrollo urbano en la zona de Siria y Palestina. Los arqueólogos muestran que el jefe de Estado en ese momento era el de la ciudad de Hazor, que puede haber sido la capital de la región de Israel. Este es también el período en el que los semitas comenzaron a aparecer en mayor número en la región del delta del Nilo de Egipto.